# 無斑裸胸鱔
無斑裸胸鱔，又稱無斑裸胸鯙，為輻鰭魚綱鰻鱺目鯙亞目鯙科的其中一種，分布於西印度洋區，包括莫三比克、模里西斯、阿曼等海域，棲息深度23-339公尺，本魚體淡黃色，腹部顏色較淺，背緣淡藍色，體長可達46公分，為底棲性魚類，生活在沙、礫石底質海域，屬肉食性，生活習性不明。

## 擴展閱讀
維基物種上的相關：無斑裸胸鱔